# Большеабишево
Большеаби́шево (баш. Оло Әбеш) — село в Хайбуллинском районе Башкортостана. Административный центр Абишевского сельсовета.

## География
Расстояние до:
- районного центра (Акъяр): 66 км,
- ближайшей ж/д станции (Сара): 122 км.

Находится на левом берегу реки Сакмары.

## История
Название восходит к оло ‘большой’ и личному имени Әбеш.

## Население
| 2002 | 2010 |
| ---- | ---- |
| 460  | ↘424 |

Национальный состав
Согласно переписи 2002 года, преобладающая национальность — башкиры (100 %).

## Религия
В селе есть мечеть.